# Maruina guria
Maruina guria är en tvåvingeart som beskrevs av Freddy Bravo 2004. Maruina guria ingår i släktet Maruina och familjen fjärilsmyggor. Inga underarter finns listade i Catalogue of Life.